# Asytesta doriae
L'Asytesta doriae és una espècie d'escarabat que pertany a la família Curculionidae.

## Taxonomia
L'Asytesta avui dia es considera un sinònim principal de Zygara i Zygara doriae ha tornat a la seva combinació original amb Asytesta.

## Etimologia
El nom llatí de l'espècie doriae ha estat dedicat al naturalista italià Giacomo Doria per l'entomòleg alemany Theodor Franz Wilhelm Kirsch.

## Distribució
Aquesta espècie és endèmica de Papua Nova Guinea i només habita a l'illa de Yule.

## Descripció
La Asytesta doriae pot arribar a una longitud de 3,4–4,6 mil·límetres. El cos és subglobular, més llarg que ample, amb una filera basal profunda de perforacions als èlitres, una dent prefemoral serrada i antenes i tarsos de color marró vermellós clar.